# Struthers-Ligament

Struthers-Ligament

Das Struthers-Ligament (Struthers-Band, nach dem schottischen Anatomen John Struthers) ist eine seltene Fehlbildung am Oberarm. Es ist meist angeboren, kann aber auch durch entzündliche suprakondyläre Prozesse entstehen. Es handelt sich um ein zusätzliches Band zwischen dem Processus supracondylaris und dem Epicondylus medialis humeri mit einer Vorkommenshäufigkeit von etwa 1 %. Bei Vorhandensein entspringt im Ansatzbereich der Oberarmkopf des Musculus pronator teres. 
Klinische Bedeutung hat das Band, weil zwischen ihm und dem Oberarmknochen der Nervus medianus und die Arteria brachialis hindurchziehen. Bei Verengung des Zwischenraums kann es daher zu einer Kompression des Nervens oder der Arterie kommen.